# Marion Jones Farquhar
Marion Jones, de casament Marion Jones Farquhar (Gold Hill, Nevada, 2 de novembre de 1879 − Los Angeles, Califòrnia, 14 de març de 1965) fou una tennista estatunidenca, guanyadora de dues medalles olímpiques i d'un total de quatre títols de l'Open dels Estats Units de tennis, dels quals dos eren individuals, un de dobles i un de dobles mixtos.

## Biografia
Va néixer el 2 de novembre de 1879 a la ciutat de Gold Hill, població situada a l'estat de Nevada, filla del senador John Percival Jones, cofundador de la ciutat de Santa Monica, i Georgina Frances Sullivan. germana de la també tennista Georgina Jones i cunyat de Frederick MacMonnies, guanyador d'una medalla en la competició olímpica d'art l'any 1932.
El 1903 es casà amb l'arquitecte Robert D. Farquhar a Nova York, amb el qual va tenir tres fills: David (1904), John Percival (1912) i Colin (1913). Posteriorment es van traslladar a Greenwich Village, on Jones es va dedicar a la música, ja fos com a violinista, professora de veu o traduint llibrets d'òpera, i fins i tot dirigí durant un temps la New York Chamber Opera. L'any 1961 va traslladar-se a Los Angeles on va viure fins a la seva mort, el 14 de març de 1965.

## Torneigs de Grand Slam

### Individual: 4 (2−2)
| Resultat   | Núm. | Any  | Campionat                       | Oponent           | Marcador                |
| ---------- | ---- | ---- | ------------------------------- | ----------------- | ----------------------- |
| Finalista  | 1.   | 1898 | U.S. National Championships     | Juliette Atkinson | 6−3, 5−7, 6−4, 2−6, 7−5 |
| Guanyadora | 1.   | 1899 | U.S. National Championships     | Maud Banks        | 6−1, 6−1, 7−5           |
| Guanyadora | 2.   | 1902 | U.S. National Championships (2) | Elisabeth Moore   | 6−1, 1−0, retirada      |
| Finalista  | 2.   | 1903 | U.S. National Championships (2) | Elisabeth Moore   | 7−5, 8−6                |

### Dobles: 3 (1−2)
| Resultat   | Núm. | Any  | Campionat                       | Parella           | Oponents                         | Marcador      |
| ---------- | ---- | ---- | ------------------------------- | ----------------- | -------------------------------- | ------------- |
| Finalista  | 1.   | 1901 | U.S. National Championships     | Elisabeth Moore   | Juliette Atkinson Myrtle McAteer | Renúncia      |
| Guanyadora | 1.   | 1902 | U.S. National Championships     | Juliette Atkinson | Maud Banks Winona Closterman     | 6−2, 7−5      |
| Finalista  | 2.   | 1903 | U.S. National Championships (2) | Miriam Hall       | Elisabeth Moore Carrie Neely     | 8−4, 6−1, 6−1 |

### Dobles mixts: 1 (1−0)
| Resultat   | Núm. | Any  | Campionat                   | Parella        | Oponents                     | Marcador      |
| ---------- | ---- | ---- | --------------------------- | -------------- | ---------------------------- | ------------- |
| Guanyadora | 1.   | 1901 | U.S. National Championships | Raymond Little | Myrtle McAteer Clyde Stevens | 6−4, 6−4, 7−5 |

## Jocs Olímpics

### Individual
| Any  | Campionat                                    |
| ---- | -------------------------------------------- |
| 1900 | Jocs Olímpics d'estiu de 1900, París, França |

### Dobles mixts
| Any  | Campionat                                    | Parella          |
| ---- | -------------------------------------------- | ---------------- |
| 1900 | Jocs Olímpics d'estiu de 1900, París, França | Lawrence Doherty |

## Carrera esportiva
L'any 1898 va aconseguir arribar a la final de l'Open dels Estats Units de tennis, un fet que aconseguí repetir el 1899 (guanyà el títol davant Maud Banks), 1902 (guanyà el segon títol davant Elisabeth Moore) i 1903. Al llarg de la seva carrera també guanyà el títol de dobles d'aquest torneig del Grand Slam l'any 1902 fent parella amb Juliette Atkinson i el títol de dobles mixts l'any 1901 fent parella amb Raymond Little.
L'any 1900 va participar en els Jocs Olímpics d'Estiu de 1900 realitzats a París (França), on va aconseguir guanyar la medalla de bronze en la competició individual de tennis juntament amb la representant de Bohèmia Hedwiga Rosenbaumová, i en la competició de dobles mixts fent parella amb Lawrence Doherty, en aquesta ocasió representant l'equip mixt. D'aquesta manera va esdevenir en la primera dona a guanyar una medalla olímpica pels Estats Units. Aquell mateix any també va disputar el Wimbledon Championships esdevenint la primera dona no britànica en disputar aquest torneig, en el qual arribà a quarts de final.